# Bränningar (bok)
Bränningar: verklighetsbilder är en novellsamling av Amanda Kerfstedt, utgiven 1899 på Hugo Gebers förlag. Året efter utkom den i en andra upplaga. Bränningar är Kerfstedts mest lästa verk.